# Jezierzany (hromada Buczacz)
Jezierzany (ukr. Озеряни, Ozeriany) – wieś w rejonie czortkowskim obwodu tarnopolskiego.
Wieś liczy 1055 mieszkańców. Przez wieś przechodzi droga krajowa N18.

## Historia
16 kwietnia 1887 w Jezierzanach powstał nowy urząd pocztowy na dworcu kolejowym o tej samej nazwie.
Po zakończeniu I wojny światowej, od listopada 1918 Jezierzany znajdowały się w Zachodnioukraińskiej Republice Ludowej (ZURL). Pobliski Buczacz do 4 czerwca 1919 znajdował się w ZURL, a tego dnia miasto zostało wyzwolone przez 4 dyw. piechoty. Podczas ofensywy czortkowskiej Buczacz a okolice znajdowały się ponownie w ZURL przez krótki czas (od 10 czerwca) do końca czerwca 1919.
W II Rzeczypospolitej miejscowość była siedzibą gminy wiejskiej Jezierzany w powiecie buczackim województwa tarnopolskiego. W 1921 r. we wsi mieszkało 1269 mieszkańców, w tym 861 Ukraińców, 393 Polaków i 14 Żydów. Do sołectwa należały także przysiółki Korczunek i Okopy. W latach 1941–1945 nacjonaliści ukraińscy z Ukraińskiej Policji Pomocniczej oraz OUN-UPA zamordowali tu łącznie 26 Polaków, Żydów i Ukraińców.
Od 1945 wieś jest siedzibą rady wiejskiej.

## Urodzeni w Jezierzanach
- Ludwik Zakrocki – polski prawnik, notariusz, uczestnik wojny polsko-ukraińskiej i wojny polsko-bolszewickiej, poseł w II RP[6].